# Tessamoro pallidus
Tessamoro pallidus är en spindelart som beskrevs av Kirill Yeskov 1993. Tessamoro pallidus ingår i släktet Tessamoro och familjen täckvävarspindlar. Inga underarter finns listade i Catalogue of Life.